# Alumalompola
Alumalompola eller Aulumajärvi är en sjö i Finland. Den ligger i kommunen Enare i landskapet Lappland, i den norra delen av landet, 1 000 km norr om huvudstaden Helsingfors. Alumalompola ligger 137,5 meter över havet. Arean är 61,7 hektar och strandlinjen är 4,66 kilometer lång. Sjön  ingår i Pasvik älvs huvudavrinningsområde. 